# Jean-Guy Gauthier
Henry Jean Guy "Jean-Guy" Gautier (Jarnac, Charente, 30 de desembre de 1875 – Cognac, Charente, 23 d'octubre de 1938) va ser un atleta i jugador de rugbi francès que va competir a cavall del segle xix i el segle xx. El 1900 va prendre part en els Jocs Olímpics de París, on guanyà la medalla d'or en la competició de rugbi.
Com a atleta destaquen quatre campionats nacionals en 100 metres (1893, 1894, 1895 i 1897), un en els 400 metres (1894) i un altre en el salt de llargada (1894).